# USA:s Grand Prix West 1980
USA:s Grand Prix West 1980 var det fjärde av 14 lopp ingående i formel 1-VM 1980. 

## Resultat
1. Nelson Piquet, Brabham-Ford, 9 poäng
2. Riccardo Patrese, Arrows-Ford, 6
3. Emerson Fittipaldi, Fittipaldi-Ford, 4
4. John Watson, McLaren-Ford, 3
5. Jody Scheckter, Ferrari, 2
6. Didier Pironi, Ligier-Ford, 1
7. Jochen Mass, Arrows-Ford
8. Derek Daly, Tyrrell-Ford
9. René Arnoux, Renault
10. Jean-Pierre Jabouille, Renault

### Förare som bröt loppet
- Keke Rosberg, Fittipaldi-Ford (varv 58, överhettning)
- Clay Regazzoni, Ensign-Ford (50, olycka)
- Bruno Giacomelli, Alfa Romeo (49, olycka)
- Alan Jones, Williams-Ford (47, olycka)
- Gilles Villeneuve, Ferrari (46, transmission)
- Patrick Depailler, Alfa Romeo (40, upphängning)
- Jacques Laffite, Ligier-Ford (36 , punktering)
- Eddie Cheever, Osella-Ford (11, transmission)
- Carlos Reutemann, Williams-Ford (3, transmission)
- Jean-Pierre Jarier, Tyrrell-Ford (3, olycka)
- Elio de Angelis, Lotus-Ford (3, olycka)
- Jan Lammers, ATS-Ford (0, transmission)
- Mario Andretti, Lotus-Ford (0, olycka)
- Ricardo Zunino, Brabham-Ford (0, olycka)

### Förare som ej kvalificerade sig
- Dave Kennedy, Shadow-Ford
- Geoff Lees, Shadow-Ford
- Stephen South, McLaren-Ford